# Dryobotodes corsica
Dryobotodes corsica là một loài bướm đêm trong họ Noctuidae.